# Bernard Street

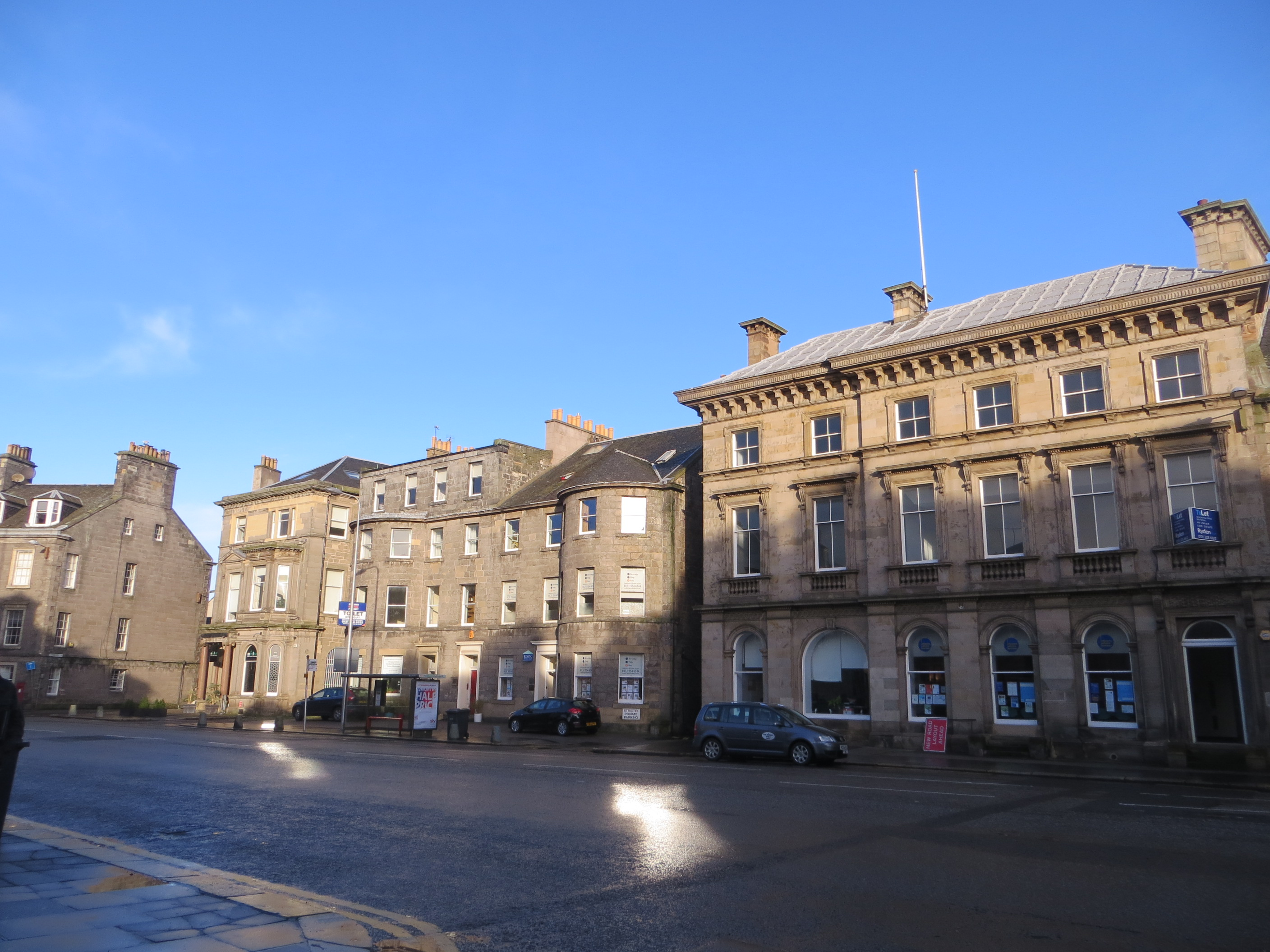
Bernard Street, Leith, lado norte: oficina de Currie Line a la derecha

Bernard Street es una vía en Leith, Edimburgo, Escocia. Corre de oeste a noroeste desde el cruce de Constitution Street y Baltic Street para encontrarse con Water of Leith en The Shore . Forma el límite norte de lo que se conocía en el siglo XIX como "Old Leith". 

## Descripción general

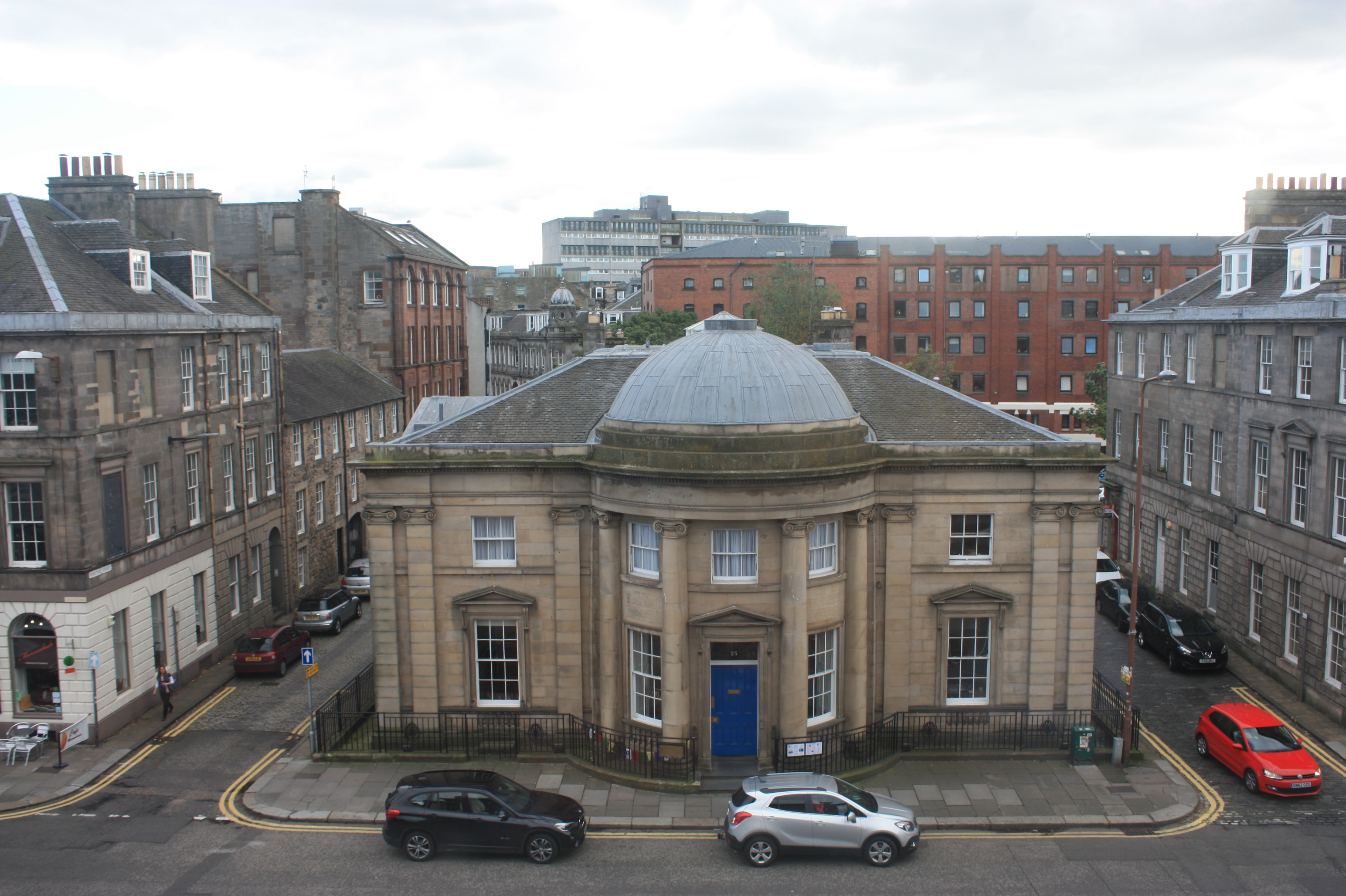
Leith Bank, Bernard Street, Edimburgo

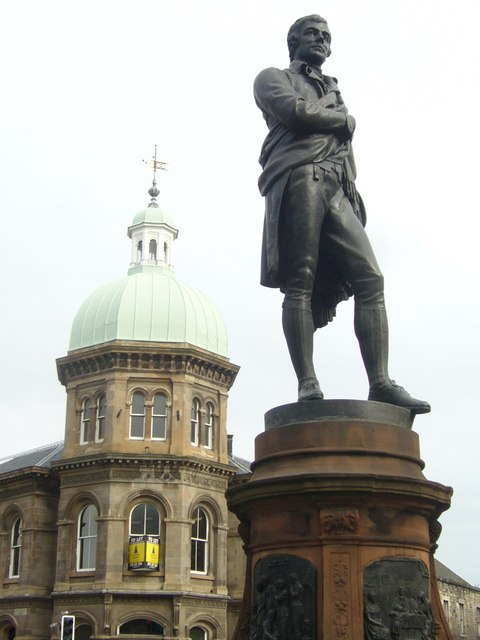
Estatua de Robert Burns en Bernard Street

Si bien algunas fuentes afirman que la calle lleva el nombre del posadero Bernard Lindsay, a quien el rey James VI le concedió la baronía de la zona en 1779  esto es claramente un error teniendo en cuenta que la calle se llamaba St Bernard Street en el plano de Leith de 1777, uniendo los nombres de calles concéntricas de St Giles Street y St Andrew Street. La segunda cuestión de la teoría es que, de ser cierta, debería haber llevado a que se llamara Lindsay Street. 
En 1780, se construyó la primera alcantarilla pública de Escocia en Bernard Street, que desemboca en el agua de Leith. El sello de hierro de la alcantarilla aún es visible junto al puente al final de Bernard Street.
En el extremo este de la calle hay una estatua de Robert Burns de David Watson Stevenson erigida en 1898.  Otros edificios incluyen las instalaciones del Leith Merchants Club y la antigua casa de Leith Banking Company .  Hoy en día, los edificios de Bernard Street se han convertido para utilizarlos como pubs, cafeterías y oficinas de empresas de medios, marketing y editoriales.
Desde mediados del siglo XVIII, un servicio de diligencias iba desde Bernard Street hasta el casco antiguo de la ciudad. Bernard Street forma parte de la principal ruta costera que rodea el norte de Edimburgo. Desde la década de 1970 hasta la de 1990, se propuso una circunvalación de Bernard Street, llevando el tráfico hacia el norte a través de los muelles y cerrando la calle al tráfico en su extremo este. Esto fue entonces para preservar Bernard Street como un enclave histórico. 
Bernard Street fue una parada de la línea de tranvía eléctrico de Leith desde 1905 hasta 1955 
Con la finalización de la extensión de la línea de tren ligero Edinburgh Trams a Newhaven en 2023, se abrió una nueva parada de tranvía en el cruce de Bernard Street y Constitution Street.
Se tomó la decisión de llamar a la parada The Shore debido a la proximidad del área.

## Lugares de Interés
- Kings Wark - 1702 con la silueta del antiguo bosque en su flanco norte
- Oficinas de Currie Line : edificio con techo de plomo en el centro del lado norte
- Antiguo consulado de Noruega/Sede de Christian Salvesen : lado sur, al oeste del banco abovedado
- Edificios Waterloo: vivienda enorme de 1816
- Banco Leith 1806 - por John Paterson